# Traditio ex iusta causa
Traditio ex iusta causa (lat. für „Übergabe aus einem gültigen Grund“), verkürzt auch traditio, ist die sachenrechtliche Bezeichnung zur formlosen Eigentumsübertragung im antiken römischen Recht.

## Rechtsentwicklung
Die römische Rechtsordnung kannte drei Arten des rechtsgeschäftlichen Eigentumserwerbs. Das waren zunächst die beiden Formalgeschäfte der streng rituell ausgerichteten mancipatio einerseits und der Abtretung vor Gericht, der in iure cessio andererseits. Sie waren unter Bürgern möglich und erzeugten quiritische, absolute Rechtsverhältnisse. Weniger bedeutsame Güter konnten aus Gründen der vereinfachten Marktgängigkeit und Wirtschaftlichkeit durch bloße Übergabe von Sachen erfolgen. Hierzu wurde die traditio (ex iusta causa) ins Spiel gebracht. Soweit in iure cessio ein „abstraktes, von einem Rechtsgrund losgelöstes Verfügungsgeschäft“ war, war die traditio die „Übereignung durch bloße Übergabe auf Grund eines gültigen Titels“. Rechtsgrund (causa) für die Rechtsübertragung konnte ein Verpflichtungsgeschäft sein, etwa ein Kaufvertrag oder eine Schenkung, aber auch die bloße Besitzeinräumung aus einem Gebrauchsüberlassungsvertrag wie die Leihe. Es genügte sogar die bloße Ausübung tatsächlicher Sachherrschaft, besitzdienender Gewahrsam. 
Eine dingliche Einigung im Sinne des heutigen deutschen Rechts, lag der Übergabe nicht zugrunde. Enthielt das Kausalgeschäft Willensmängel, etwa weil der veräußernde Eigentümer minderjährig oder geisteskrank war, so war das Geschäft unwirksam. Ein furiosus konnte aufgrund der Bestimmungen des Zwölftafelgesetzes keine wirksame Vereinbarung tätigen. Das fehlerbehaftete Kausalgeschäft schlug auf das sachenrechtliche Geschäft  und das Anrecht auf eine Gegenleistung durch, sodass das Rechtsgeschäft insgesamt unwirksam war. Auch gab es keine Heilung, wenn der Verkäufer zum Zeitpunkt der Kenntnisnahme des Rechtsmangels bereits volljährig oder gesundet war.
Die traditio ex iusta causa führte bei res nec mancipi, also bei Sachen die keines formalen Übertragungsaktes bedurften, zum unmittelbaren Eigentumserwerb. Res mancipi hingegen unterlagen den verschärften Bedingungen, die für quiritisches Eigentum galten. Voraussetzung war zwingend Rechtsfehlerfreiheit, ansonsten war die Rechtsfolge lediglich abgeschwächtes, sogenanntes bonitarisches Eigentum. Erforderlich war in allen Fällen, dass der Veräußerer auch Eigentümer war. Rechtsmängel im Eigentum gingen sogar zu Lasten des gutgläubigen Erwerbers, denn der derivative Erwerb vom Nichtberechtigten führte im Sinne der traditio nie zum Eigentumswechsel. Der berechtigte Dritte konnte in historischer Reihenfolge zunächst mit der legis actio sacramento in rem, später mit der vindicatio Herausgabe des „Erlangten“ an sich verlangen und versuchen, seine Ansprüche gerichtlich durchzusetzen.
Aus den aufgezeigten Elementen wurden letztlich vier Qualitäten entwickelt, die sich in den unterschiedlichen Rechtsordnungen Kontinentaleuropas heute widerspiegeln: Das deutsche Recht kennt den abstrakt-dinglichen Vertrag, Österreich hingegen den kausal-dinglichen. Frankreich und Italien verzichten auf das Institut des dinglichen Vertrags und in der Schweiz ist (allerdings nach Mindermeinung) zwar nicht die Übergabe entbehrlich, aber der dingliche Vertrag.

## Rechtsquellen
Zur Verdeutlichung, dass die traditio neben der Gebrauchsüberlassung aus obligatorischem Rechtsgeschäft beziehungsweise der Einräumung tatsächlicher Sachherrschaft echter Rechtsübertragung diente, hilft als Quelle das Lehrbuch des Gaius aus dem 2. Jahrhundert, aufgenommen im Corpus iuris civilis Kaiser Justinians.

Per traditionem quoque iure naturali res nobis adquiritur: nihil enim tam conveniens est naturali aequitati, quam voluntatem domini, volentis rem suam in alienum transferre, ratam haberi […]

„Auch durch Tradition können wir nach natürlichem Recht Eigentum erwerben: nichts entspricht nämlich der natürlichen Billigkeit mehr, als dem Willen des Eigentümers Geltung zu verschaffen, der seine Sache einem anderen übertragen will […]“

Beispielhaft für klassische Erwerbstatbestände, zählt Gaius an anderer Stelle den Kaufvertrag und die Schenkung auf. Er verdeutlicht, dass im Rahmen der traditio ein Erwerb vom Nichtberechtigten ausschied. Um übertragen zu können, musste der Veräußerer einer Sache zwingend Eigentum an ihr innehaben.

Itaque si tibi vestem vel aurum vel argentum tradidero sive ex venditionis causa sive ex donationis sive quavis alia ex causa, statim tua fit ea res, si modo ego eius dominus sim.

„Wenn ich Dir daher ein Kleid, Gold oder Silber übergebe, sei es aufgrund eines Kaufes, einer Schenkung oder aus irgend einem anderen Grund, so wird die Sache sogleich Dein Eigentum, wenn nur ich ihr Eigentümer bin.“

Traditio ist schlicht die tatsächliche Übergabe der Sache, welche einen Eigentumserwerb herbeiführt. Voraussetzung dafür ist, dass sie ex iusta causa erfolgt, mithin in Erfüllung eines gültigen obligatorischen Rechtsgeschäfts.

Numquam nuda traditio transfert dominum, sed ita, si venditio aut aliqua iusta causa praecesserit, propter quam traditio sequeretur.

„Durch bloße Übergabe wird niemals Eigentum übertragen, es sei denn, dass ein Verkauf oder ein anderer Erwerbsgrund vorausgegangen ist, dessentwegen die Übergabe erfolgte.“

Erwerbsgeschäfte sind regelmäßig entgeltlich und daher mit einer Gegenleistung verknüpft. Im justinianischen Recht galt, ansonsten in der Romanistik umstritten, dass beim Kauf der Eigentumsübergang von der Kaufpreiszahlung abhängig war. Justinian zitiert einen Zwölftafelsatz dieses Inhalts:

Sed si quidem es causa donationis aut dotis aut qualibet alia ex causa tradantur, sine dubio transferuntur: vendito vero et traditae non aliter emptori adquiruntur, quam si is venditori pretium solverit vel alio modo ei satisfecerit, veluti expromissore aut pignore dato, quod cavetur quidem etiam lege duodecim tabularum; tamen recte dicitur et iure gentium, id est iure naturali, id effici; sed si is qui vendidit fidem emptoris secutus fuerit, dicendum est statim rem emptoris fieri.

„Wenn Sachen als Schenkung oder Mitgift oder aus irgend einem anderen Grund übergeben werden, wird ohne Zweifel Eigentum übertragen. Verkaufte und übertragene Sachen dagegen erwirbt der Käufer nur dann, wenn er dem Verkäufer den Kaufpreis gezahlt oder Sicherheit geleistet hat, z. B. durch einen Bürgen oder ein Pfand. Dies bestimmt schon das Zwölftafelgesetz; doch wird richtig gesagt, dass es auch nach ius gentium gilt, d. h. nach Naturrecht. Wenn aber der Verkäufer dem Käufer den Kaufpreis kreditiert, so ist zu sagen, dass die Sache sogleich ins Eigentum des Käufers übergeht.“

## Nachwirkungen
Das Gemeine Recht kannte vornehmlich die traditio ex iusta causa. Es operierte mit dem Publizitätsprinzip, das die Notwendigkeit einer Übergabe („Tradition“) notwendig machte. Parallel entwickelte sich im Naturrecht das Konsensprinzip, dem das französische und italienische Recht folgten. Es beruht auf der These, dass das Eigentum etwas lediglich Gedachtes sei, das deshalb durch bloßen Konsens übertragbar sei. Der Streit zwischen Traditions- und Konsensprinzip beherrschte die Diskussion des 18. Jahrhunderts.
Obwohl die traditio im römischen Recht selbst kein Vertrag war, sondern lediglich der Übergabe in Erfüllung des zugrundeliegenden obligatorischen Rechtsgeschäftes (Vertrages) diente, die freilich über die condictio zu Rückforderungsansprüchen führen konnte, entwickelte Friedrich Carl von Savigny im 19. Jahrhundert auf dieser Grundlage das seit 1900 fest im Bürgerlichen Gesetzbuch (BGB) verankerte Abstraktionsprinzip. Das Abstraktionsprinzip trennt strikt zwischen dem schuldrechtlichen Kausalgeschäft und dem sachenrechtlichen abstrakten Geschäft. Savigny konstruierte dergestalt, dass er aufgrund des Publizitätsprinzips nicht vom Erfordernis einer Übergabe abwich, diese aber zu einem eigenen (zweiten) Vertrag ausgestaltete. Damit war die Theorie vom dinglichen Vertrag geboren. 
Das bedeutete in der Konsequenz: Wird ein Kaufvertrag geschlossen und anschließend der Kaufgegenstand übereignet, stellt sich aber später heraus, dass der Kaufvertrag nichtig ist, so schlägt diese schuldrechtliche Nichtigkeit nicht auf das Verfügungsgeschäft durch. Das Verfügungsgeschäft steht abstrakt dinglich neben dem (pathologischen) Kaufvertrag. Dem Verkäufer dient in diesem Fall die Leistungskondiktion dazu, die Rückübereignung des Kaufgegenstandes zu erreichen. Rechtsmängel im Grundgeschäft (causa) führen somit zur unter Juristen dogmatisch sehr kontrovers diskutierten Rückabwicklung über das Bereicherungsrecht wegen Leistung auf eine Nicht-Schuld oder wegen Zweckverfehlung, denn das zugrundeliegende Rechtsgeschäft beruhte auf Rechtsgrundlosigkeit, war sine causa (vgl. dogmatischen Streit im deutschen Rechtssystem).
Auch Rechtsordnungen, die das Abstraktionsprinzip dogmatisch nicht aufgenommen haben, sondern das Kausalprinzip, wie der französische Code civil, das schweizerische ZGB oder der italienische Codice civile lassen sich letztlich auf das römische Recht zurückführen. Technisch wird anders rückabgewickelt (Vindikation statt Kondiktion).

## Besondere Formen dertraditio
- wahre körperliche Übergabe (von Hand zu Hand) (traditio vera)
- fiktive Übergabe (traditio ficta)
  - Übergabe kurzer Hand (traditio brevi manu)
  - Übergabe zu langer Hand (traditio longa manu)
  - Besitzkonstitut (constitutum possessorium)
  - symbolische Übergabe (traditio symbolica)
    - Übergabe durch Urkunde (traditio per cartam)
    - Übergabe durch Schlüssel (clavium traditio)